# Con Dao flygplats
Con Dao flygplats (VCS) är en flygplats i Con Dao, provinsen Ba Ria-Vung Tau, Vietnam. Flygplatsen kan tjäna medelstora flygplan som ATR 72, och har en kapacitet på 200 000 passagerare per år. Flygplatsen byggdes ursprungligen av fransmän för militära ändamål.
För närvarande finns det flyg till Ho Chi Minh-staden.